# Hahnbuche
Hahnbuche ist eine von 106 Ortschaften der Gemeinde Reichshof im Oberbergischen Kreis im nordrhein-westfälischen Regierungsbezirk Köln in Deutschland.

## Lage und Beschreibung
Hahnbuche liegt im nördlichen Teil der Gemeinde Reichshof gut 1 km nördlich von Eckenhagen bzw. 5 km südöstlich von Bergneustadt. Die nächstgelegenen Zentren sind Gummersbach (15 km nordwestlich), Köln (64 km westlich) und Siegen (39 km südöstlich).

## Geschichte

### Erstnennung
1492 wurde der Ort das erste Mal urkundlich erwähnt: „Hannes von der Hambachen gehört zu den Zeugen bei der Feststellung der bergischen Rechte im Eigen von Eckenhagen.“ 
Die Schreibweise der Erstnennung war Hambachen.
| Bevölkerungsentwicklung | Bevölkerungsentwicklung |
| Jahr                    | Einwohner               |
| ----------------------- | ----------------------- |
| 1991                    | 130                     |
| 2005                    | 133                     |
| 2006                    | 133                     |
| 2008                    | 132                     |
| 2017                    | 166                     |
| 2018                    | 168                     |
| 2019                    | 171                     |

## Freizeit

### Vereinswesen
- Dorfgemeinschaft „Im Grund“ e. V., Hahnbuche